# شلبیویل (ایندیانا)
شلبیویل، ایندیانا (به انگلیسی: Shelbyville, Indiana) یک شهر در ایالات متحده آمریکا با جمعیت ۱۹٬۱۹۱ نفر است که در ایندیانا واقع شده‌است.

## موقعیت جغرافیایی
موقعیت جغرافیایی شهرها و مناطق اطراف به شرح زیر است: